# Yalçın Akdoğan
Yalçın Akdoğan, né le 22 septembre 1969 à Istanbul (Turquie) est un journaliste, écrivain et homme politique turc.